# Varlam Shalámov

Varlam Tíjonovich Shalámov (ruso: Варлам Тихонович Шаламов; Vólogda, 5 de juniojul./ 18 de junio de 1907greg.– Moscú, 17 de enero de 1982) fue un escritor, periodista y poeta ruso, superviviente del Gulag.

## Juventud. Primer arresto
Nació en la ciudad de Vólogda, sita a unos 500 kilómetros al norte de Moscú, siendo el más joven de los cinco hijos de un pope ortodoxo y de una maestra.  Hizo sus estudios secundarios en Moscú, y en 1926, después de haber trabajado como curtidor en el distrito moscovita de Kúntsevo,
ingresó en la Universidad Estatal de Moscú para cursar estudios de leyes. En 1928, fue expulsado de la universidad por haber "ocultado su origen social" («за сокрытие социального происхождения») de hijo de clérigo.
Durante su época de estudiante se unió a un grupo de orientación trotskista. El 19 de enero de 1929, fue arrestado bajo la acusación de difundir la Carta al Congreso del Partido de Lenin, de 1922, considerada su testamento político, que criticaba las inclinaciones autoritarias de Stalin, así como de haber participado, en 1927, en una manifestación con el lema "Abajo Stalin". Fue condenado a tres años de trabajos forzados, que cumplió en un campo de trabajo del Gulag en Krasnovíshersk, al norte de los Urales.
En 1931, fue liberado, y trabajó en la construcción en la ciudad de Bereznikí. En 1932, regresó a Moscú. Allí trabajó como periodista, y publicó varios ensayos y artículos, así como su novela corta Las tres muertes del doctor Austino. En 1933, falleció su padre, y el 29 de junio de 1934 contrajo matrimonio con Galina Gutz, con la que había coincidido en Bereznikí. La primera hija de la pareja, Elena, nació el 13 de abril de 1935. Pocos meses antes, en diciembre de 1934, había fallecido la madre de Shalámov.

## Segundo arresto
Al comenzar la Gran Purga, el 12 de enero de 1937, Shalámov fue arrestado de nuevo por "actividades trotskistas contrarrevolucionarias" y condenado a cinco años de trabajos forzados en Kolymá, lugar conocido como "la tierra de la muerte blanca". Mientras se encontraba en prisión, en espera de la sentencia, apareció en una revista literaria un relato suyo. No volvería a publicar hasta veinte años después. Fue trasladado por mar a la ciudad portuaria de Magadán, a donde llegó el 14 de agosto de 1937. En Kolymá fue recluido en varios campos de trabajo. En 1943, recibió una nueva condena, esta vez de diez años, al aplicársele el artículo 58 del Código Penal soviético, por haber declarado que el escritor Iván Bunin era un autor ruso clásico. Soportó unas condiciones de vida durísimas, trabajando en minas de oro y de carbón, y como resultado contrajo el tifus. Fue varias veces recluido en zonas de castigo, tanto por crímenes "políticos" como por sus intentos de fuga.
En 1946, cuando había sido desahuciado y se daba por cierta su muerte, le salvó la vida un médico recluso, A.I. Pantyujov, quien arriesgó su vida para conseguirle un puesto como ayudante en el hospital del campo. Esta nueva situación permitió a Shalámov sobrevivir y dedicarse a escribir poesía.

## Liberación
El 13 de octubre de 1951, fue liberado del campo de trabajo, pero continuó trabajando para el consorcio estatal Dalstróy y siguió escribiendo. En 1952, envió sus poemas a Borís Pasternak, que elogió la obra de Shalámov. Tras su liberación debió afrontar la disolución de su antigua familia. Una de sus hijas se negó a volver a tratar con él.
En noviembre de 1953, después de la muerte de Stalin, se le permitió abandonar Magadán. Pero, debido a la prohibición de residir en Moscú, se instaló en la aldea Reshétnikovo en la óblast de Tver, a 104 kilómetros de Moscú.

## Relatos de Kolymá
Desde 1954 hasta 1973, trabajó en su libro de relatos cortos sobre la vida en los campos de trabajo, los Relatos de Kolimá. Fue rehabilitado en 1956 y se le permitió regresar a Moscú. En 1957, empezó a trabajar como corresponsal de la revista Moskvá, y comenzó a publicar sus poemas. Su salud, sin embargo, había quedado afectada por su prolongada estancia en los campos y recibió una pensión de invalidez.
Publicó poesía y ensayos en las revistas literarias más importantes de la Unión Soviética, al tiempo que escribía su obra magna, los Relatos de Kolymá. Trabó relación con intelectuales como Aleksandr Solzhenitsyn, Borís Pasternak y Nadezhda Mandelstam. Los manuscritos de los Relatos de Kolimá fueron sacados clandestinamente de la Unión Soviética, y distribuidos vía samizdat. En Occidente se publicaron traducciones en 1966. La edición completa en ruso apareció en Londres en 1978, y desde entonces fue reimpresa varias veces tanto en ruso como traducida (al francés en París, 1980-1982, y al inglés en Nueva York, 1981-1982). Es considerada una de las grandes colecciones rusas de relatos cortos del siglo XX. 

Los Relatos de Kolimá han tenido varias adaptaciones televisivas. En 1988 Tom Roberts dirigió para la televisión The Death Train, basándose en relatos y testimonios de escritores conocedores del gulag y las purgas políticas, como el polaco Gustaw Herling-Grudziński o el ruso Vasili Grossman. En 2007 se estrenó la miniserie televisiva Zaveschániye Lénina (El testamento de Lenin). Dirigida por Nikolái Dóstal, se inspira de nuevo en los Relatos de Kolymá. El actor Vladímir Kapustin interpreta el personaje del escritor, Varlam Shalámov.
Además de su gran obra Shalámov escribió una serie de ensayos autobiográficos sobre su juventud en Vólogda, en la gran tradición rusa del siglo XIX.

## Retractación y muerte
Los editores occidentales de Shalámov siempre negaron que los cuentos de Shalámov hubieran sido publicados sin su consentimiento. Pero en 1972 Shalámov se retractó de sus Relatos, sin duda por presiones del régimen soviético. A causa de su deteriorada salud, pasó los tres últimos años de su vida en una residencia para escritores ancianos e incapacitados en la ciudad de Túshino. Falleció el 17 de enero de 1982 y fue sepultado en el Cementerio Kúntsevo de Moscú. 
Su obra se publicó finalmente en la Unión Soviética en 1987, durante la época de apertura de Mijaíl Gorbachov. Actualmente, su obra es estudiada en los centros de educación secundaria de la Federación de Rusia. Los Relatos de Kolymá, en seis volúmenes, se publicaron en español en 2013. El tomo VI de la edición española contiene sus ensayos.

## Legado
El asteroide (3408) Shalamov, descubierto por el astrónomo soviético Nikolái Chernyj en 1977, recibió su nombre en homenaje al autor. En la ciudad de Krasnovísherk, donde por primera vez fue internado en un campo de trabajo, se levantó un monumento a su memoria en junio de 2007.

## Obra
- La cuarta Vólogda, 1968-71, publicada íntegramente en 1991
- Relatos de Kolymá
- Víshera

## Obras traducidas al español
- Relatos de Kolimá, Madrid, Mondadori, 1997, selección
- Relatos de Kolimá I, trad.: Ricardo San Vicente; Barcelona, Minúscula, 2007, 978-84-95587-34-3
- Relatos de Kolimá II. La orilla izquierda, trad.: Ricardo San Vicente; Barcelona, Minúscula, 2009, 978-84-95587-47-3
- Relatos de Kolimá III. El artista de la pala, trad.: Ricardo San Vicente; Barcelona, Minúscula,  2010, 978-84-95587-65-7
- Relatos de Kolimá IV. La resurrección del alerce, trad.: Ricardo San Vicente; Barcelona, Minúscula, 2011, 978-84-95587-80-0
- Relatos de Kolimá V. El guante o RK-2, trad.: Ricardo San Vicente; Barcelona, Minúscula, 2013, 978-84-95587-92-3
- Relatos de Kolimá VI. Ensayos sobre el mundo del hampa, trad. y posfacio: Ricardo San Vicente; Barcelona, Minúscula, 2017, 978-84-946754-4-7